# Pfarrkirche Würmlach
Koordinaten: 46° 39′ 22,8″ N, 13° 0′ 50″ O

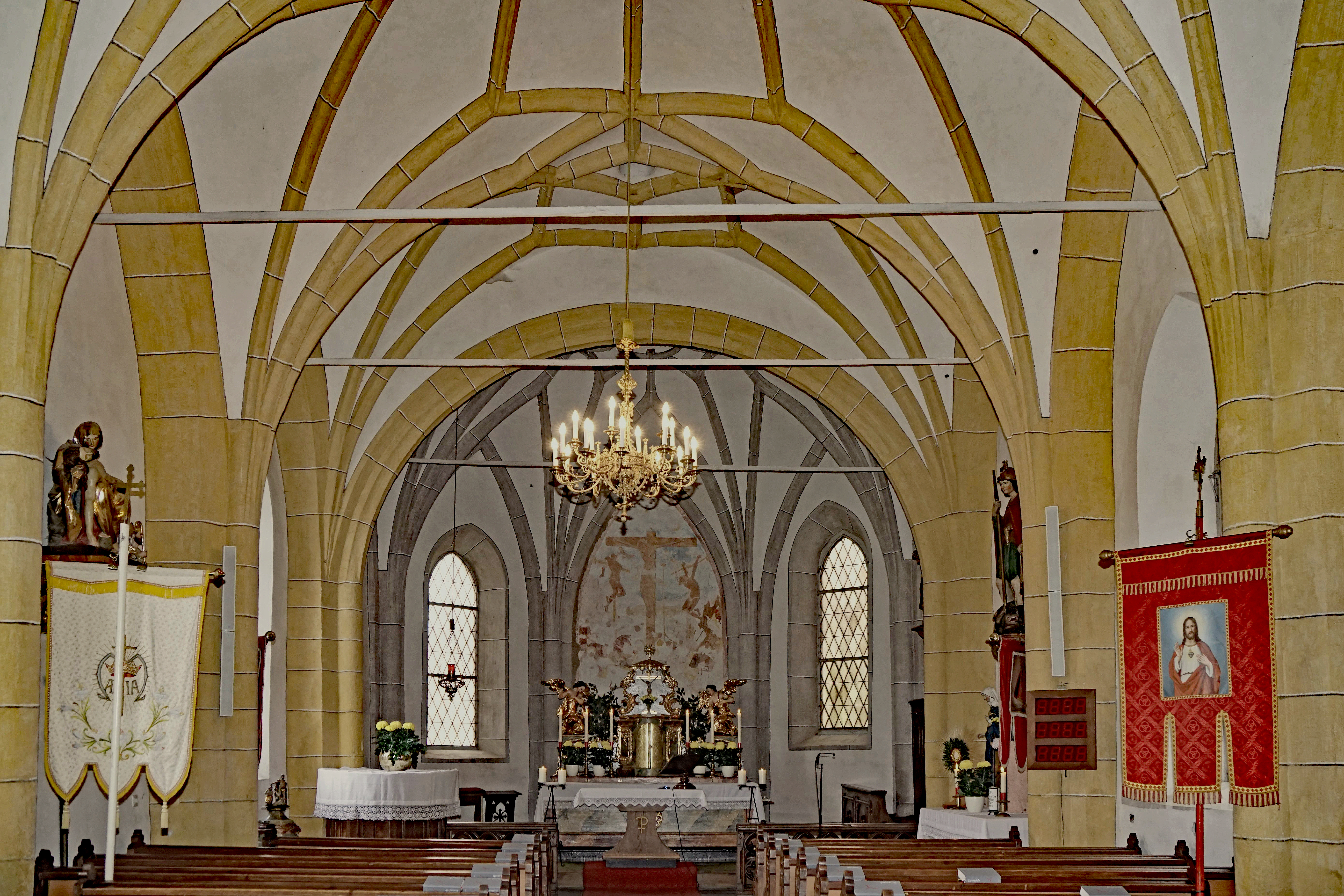
Innenansicht

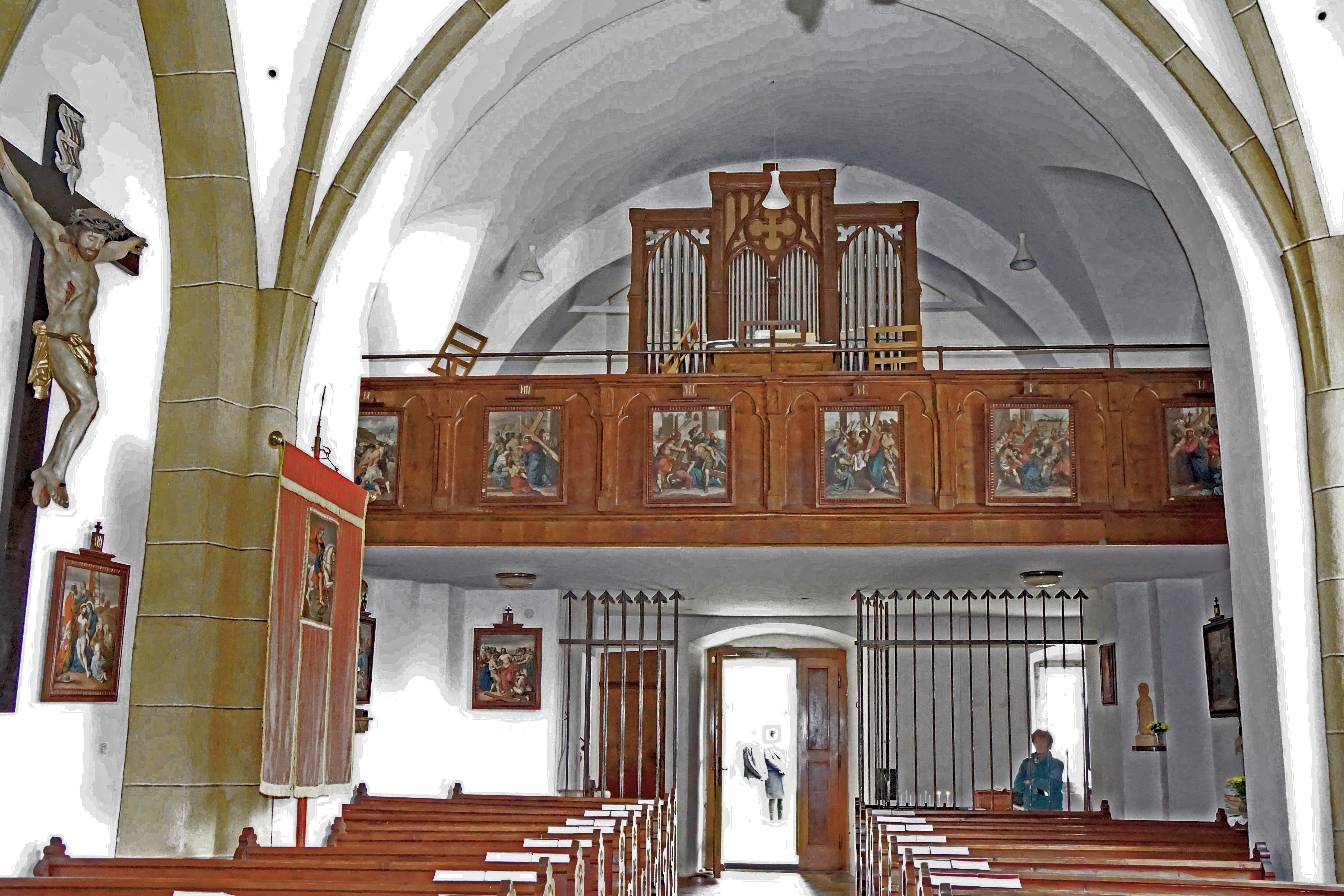
Innenansicht, Blick zur Orgelempore

Die römisch-katholische Pfarrkirche Würmlach im gleichnamigen Ort in der Gemeinde Kötschach-Mauthen ist den Heiligen Lambert und Georg geweiht.

## Geschichte
Ursprünglich die Kapelle von Schloss Weildegg wurde die Kirche 1770 in eine Pfarrkirche umgewandelt.

## Bauwerk
Der einfache, spätgotischer Langbau, bestehend aus einem dreijochigen Schiff und einem einjochigen Chor, wurde 1770 um ein Joch mit Eingangsturm nach Westen verlängert. Die zweigeschoßige, dreiachsige Westfassade mit frühklassizistischem Portal und halbkreisförmigen Fenstern wird von Lisenen gegliedert. Der Turm mit rundbogigen Schallfenstern wird von einem gestreckten Zwiebelhelm mit Laterne bekrönt. Im Süden schließt die Sakristei an den Chor. An der Nordseite des Langhauses ist die Wappengrabplatte des Hans Weillandt zu Weildegg († 1582) angebracht.
Über dem gotischen Langhaus liegt ein Netzrippengewölbe auf abgefasten Wandpfeilern mit halbrunden Vorlagen, das spätbarocke Westjoch besitzt ein Tonnengewölbe mit Stichkappen. Im Chor ist ein Sternrippengewölbe mit Schlingrippen auf vorgelegten Runddiensten. Südseitig führt ein Spitzbogenportal in die Sakristei. Das recht mitgenommene Fresko mit der Darstellung einer Kreuzigungsszene in einer Landschaft an der Chorschlusswand vom Anfang des 16. Jahrhunderts wurde 1957 freigelegt.
An der Nordfassade ist ein Gefallenen-Denkmal errichtet

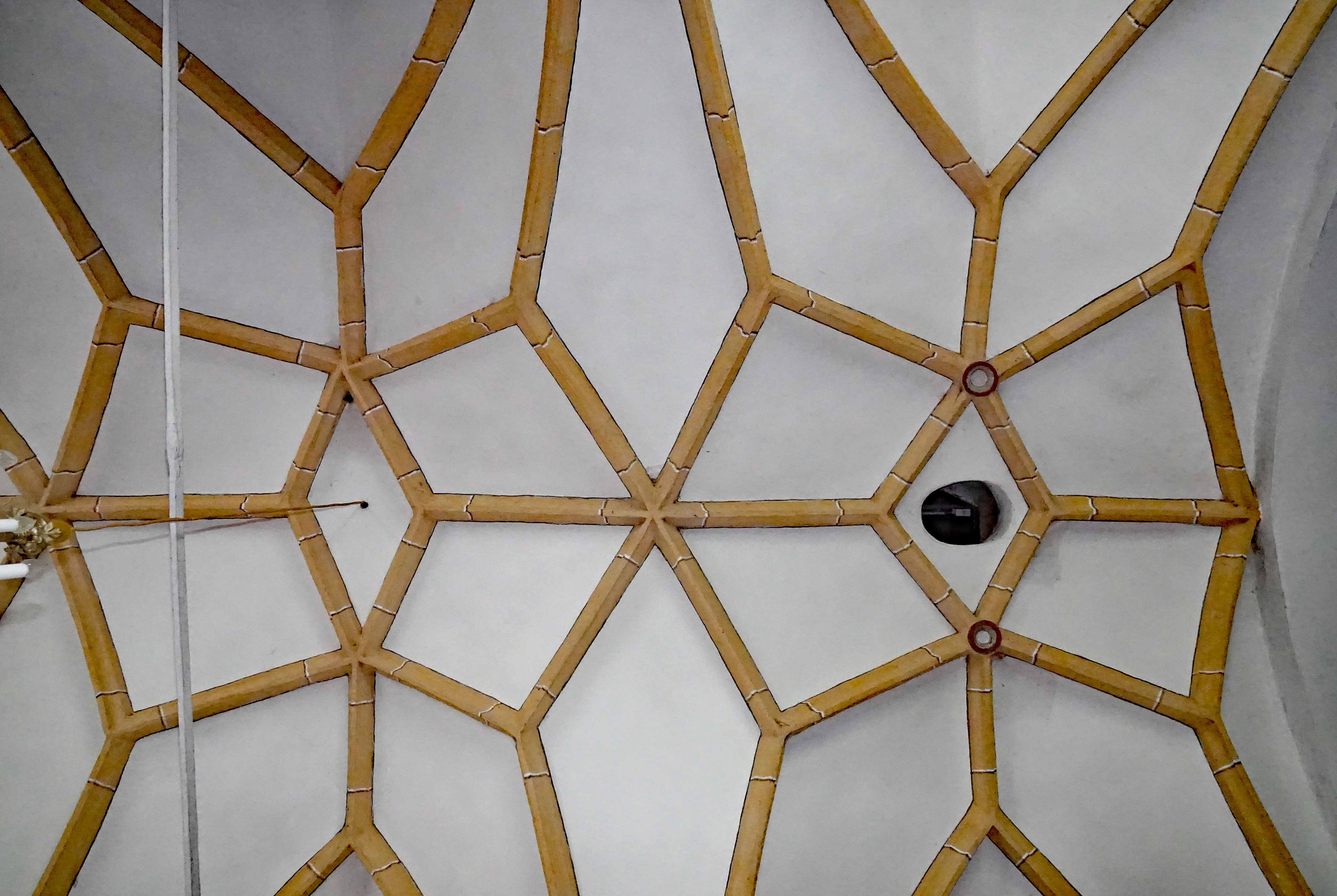
Netzrippengewölbe im Langhaus
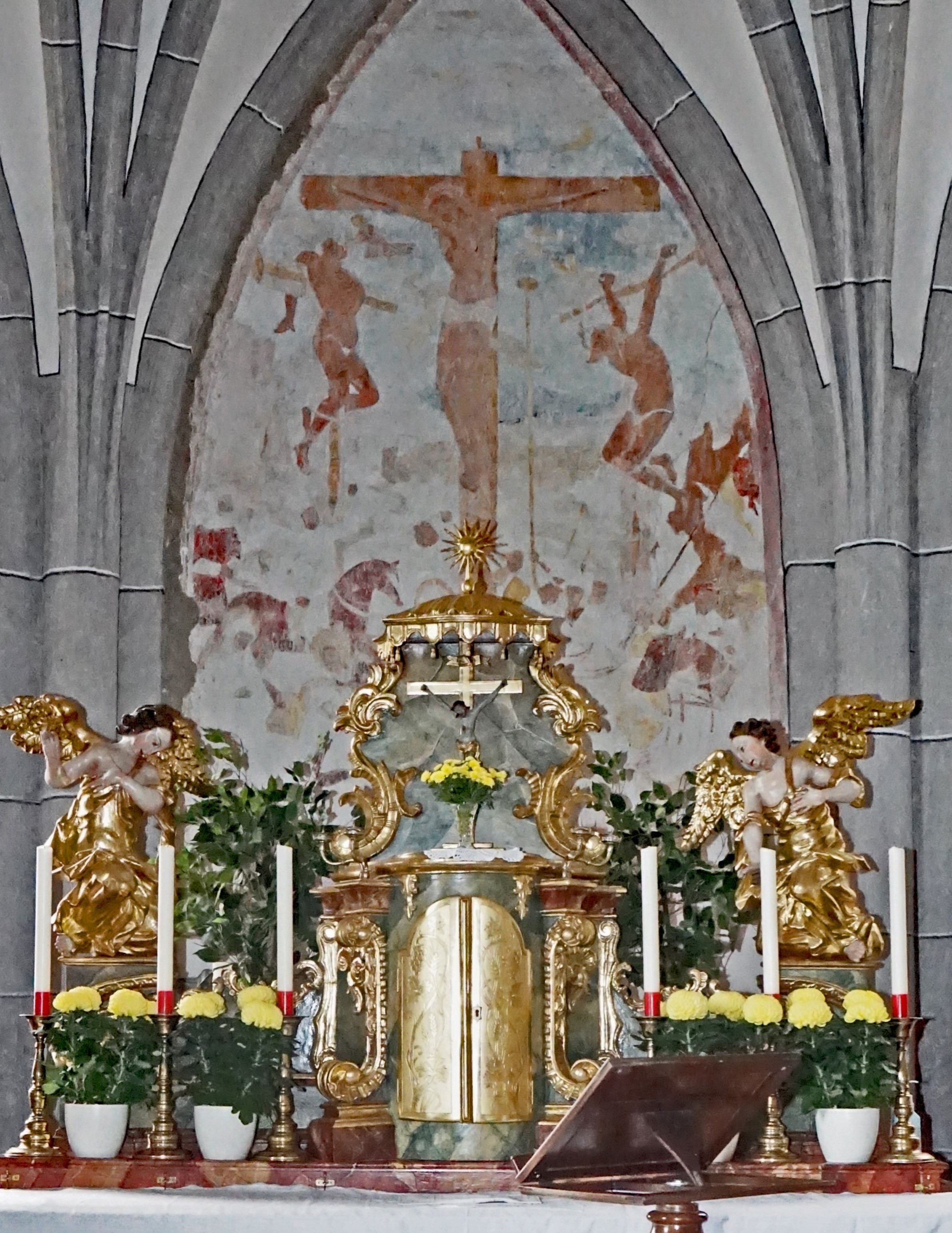
Fresko in der Chorapsis
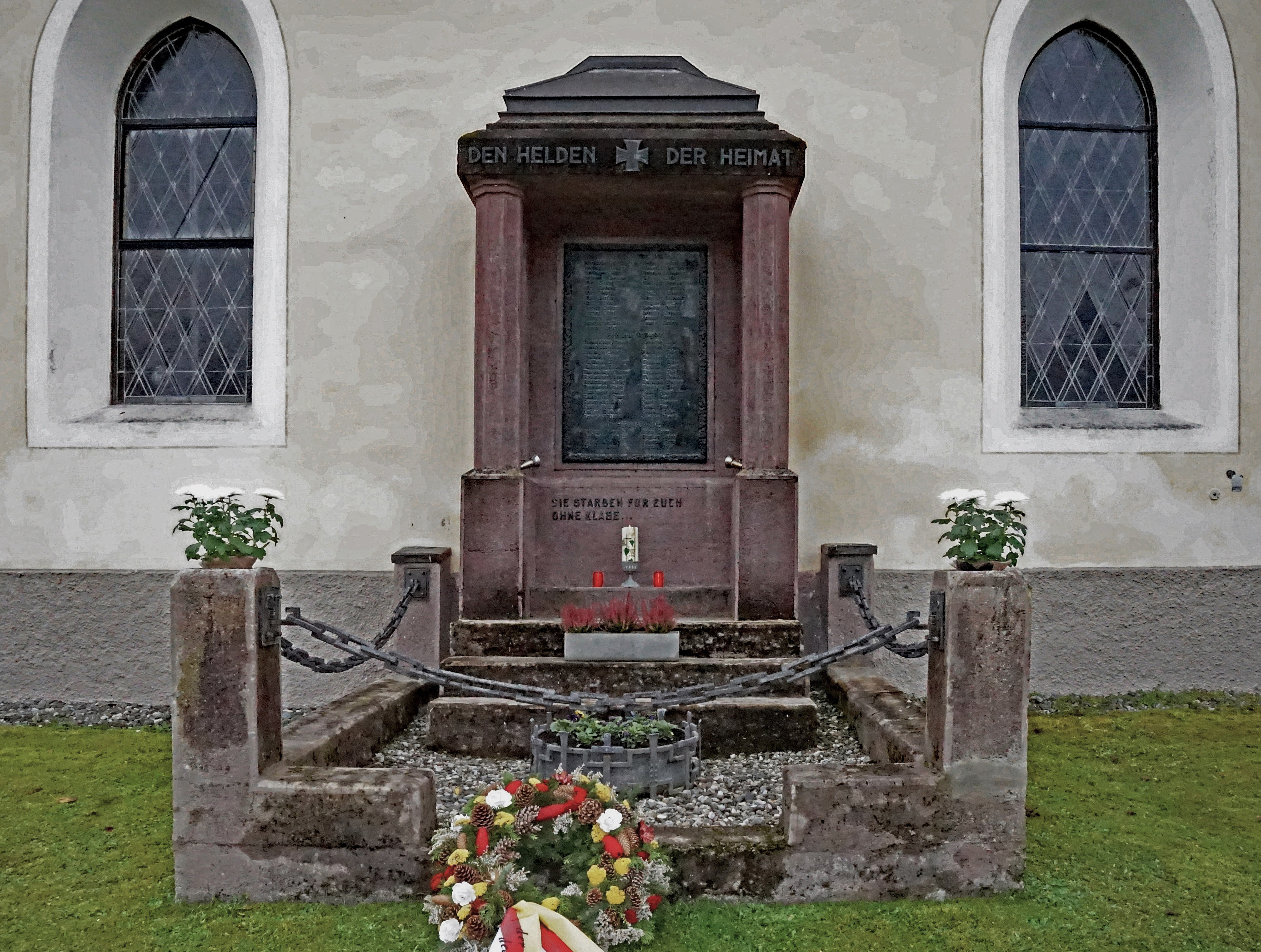
Gefallenen-Denkmal

## Einrichtung
Am Hochaltar stehen neben einem Tabernakel zwei Engel aus dem späten 18. Jahrhundert.
Die Konsolfiguren an der nördlichen Langhauswand, die Heiligen Martin und Lambertus sowie eine Pietà schnitzte Ferdinand Demetz aus Gröden 1886. Die Konsolfiguren der Heiligen Petrus, Paulus und Georg im Chor und im Langhaus schuf Josef Obbrugger 1865. Den Deckel eines steinernen Taufbeckens ziert eine Taufgruppe mit Jesus und Johannes dem Täufer.
Weiters besitzt die Kirche eine Schutzengelgruppe aus der zweiten Hälfte des 19. Jahrhunderts, ein barockes Kruzifix an der südlichen Langhauswand und einen „Christus in der Trauer“ aus dem 18. Jahrhundert.
Kreuzweg-Gemälde gehören ebenfalls zur Einrichtung.
Die Wangen der Betbänke sind durch schlichte Schnitzerei verziert.

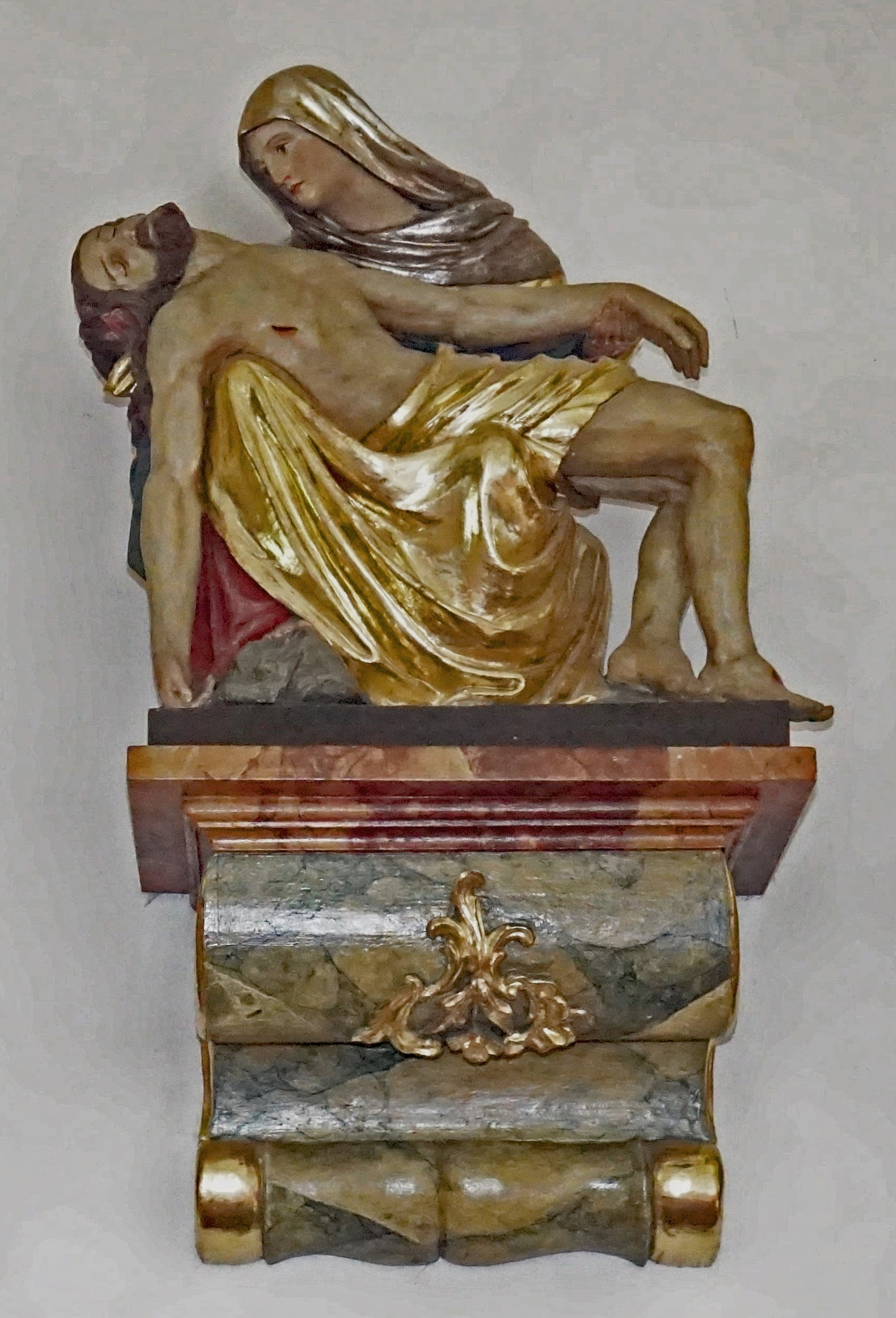
Pietà (F. Demetz)
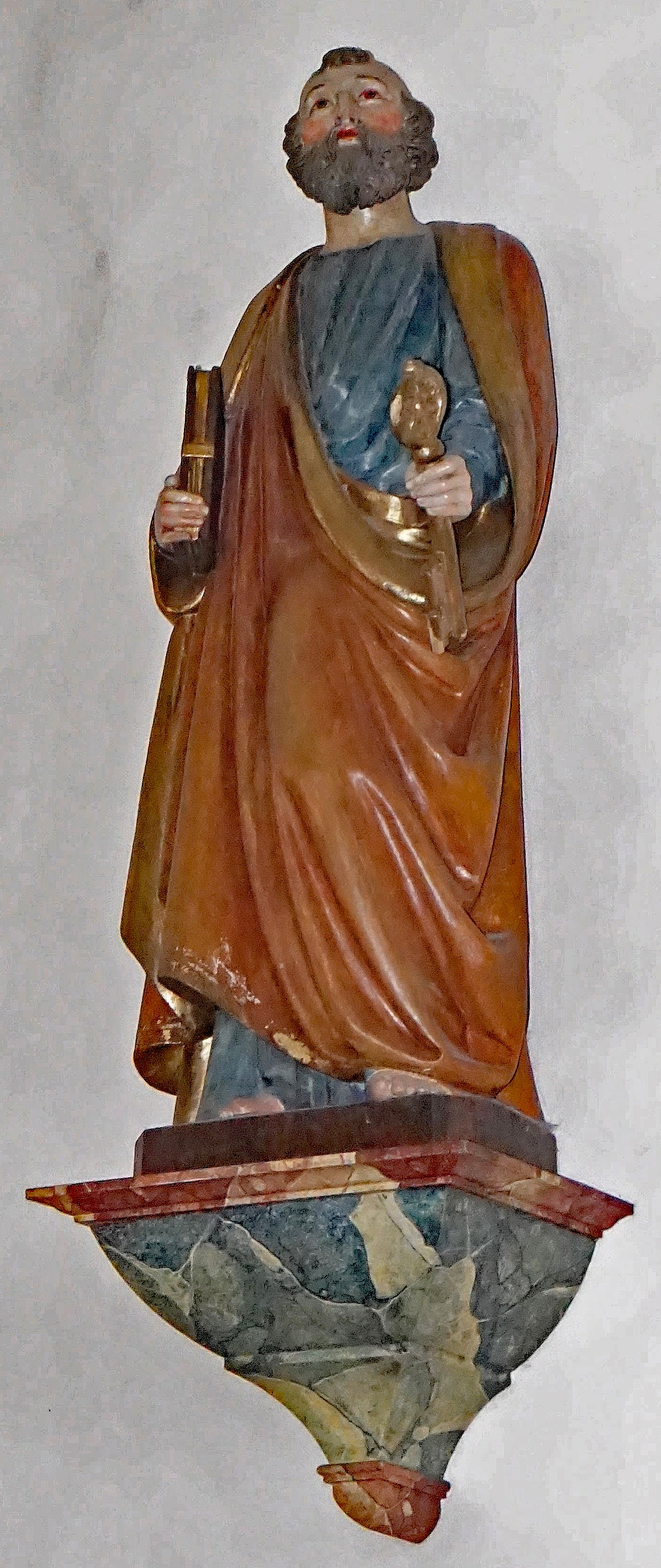
Apostel Petrus
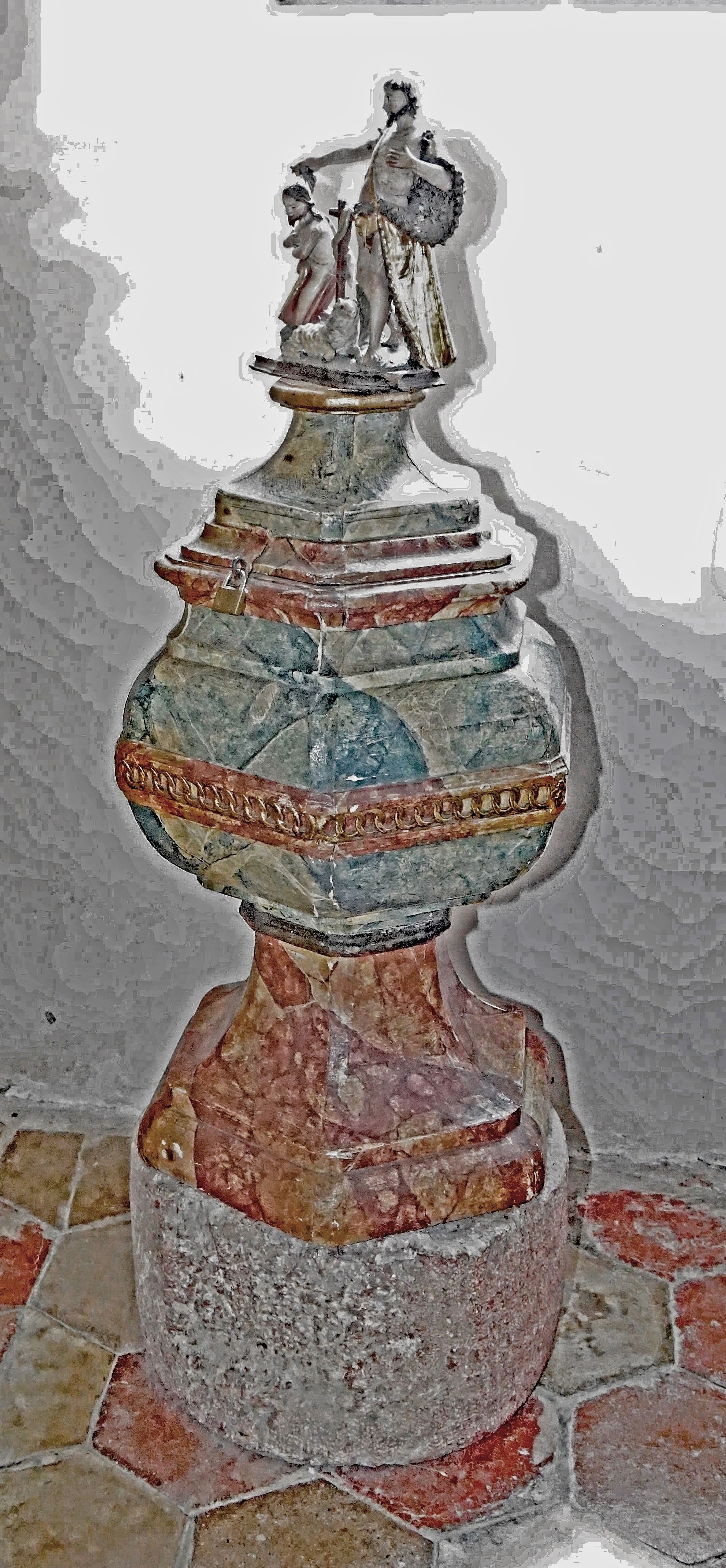
Steinernes Taufbecken
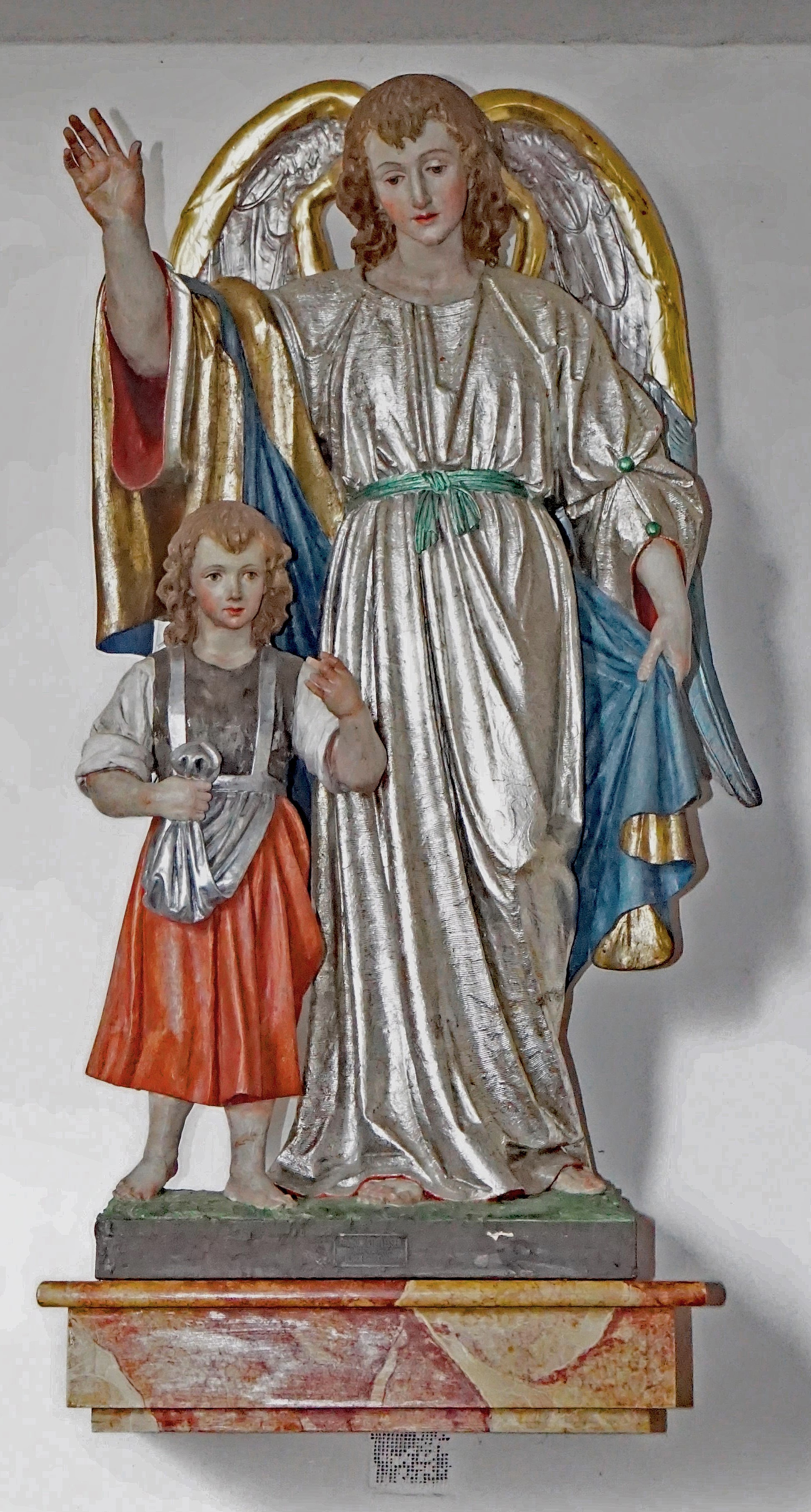
Schutzengel-Konsolfigur
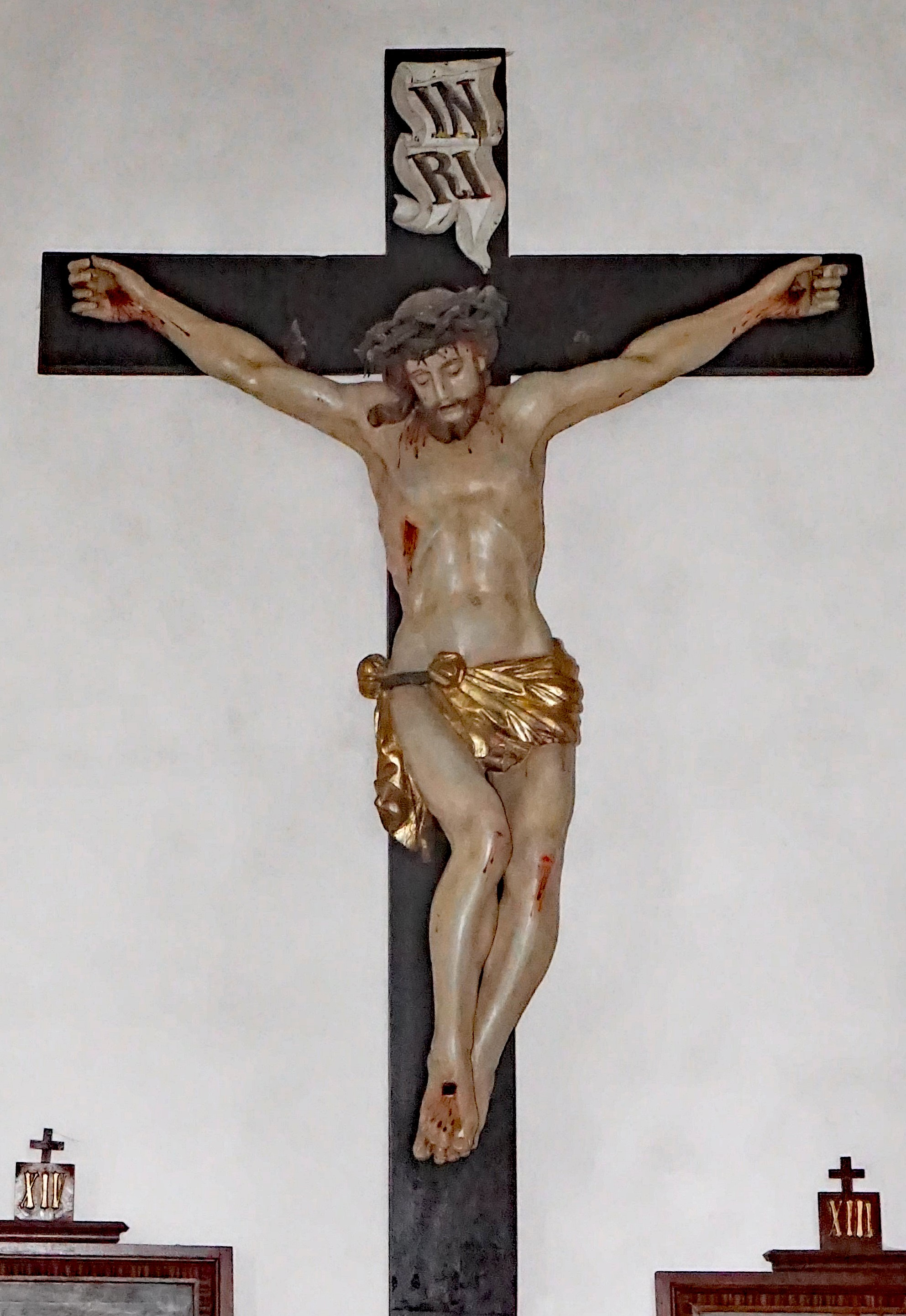
Barockes Kruzifix
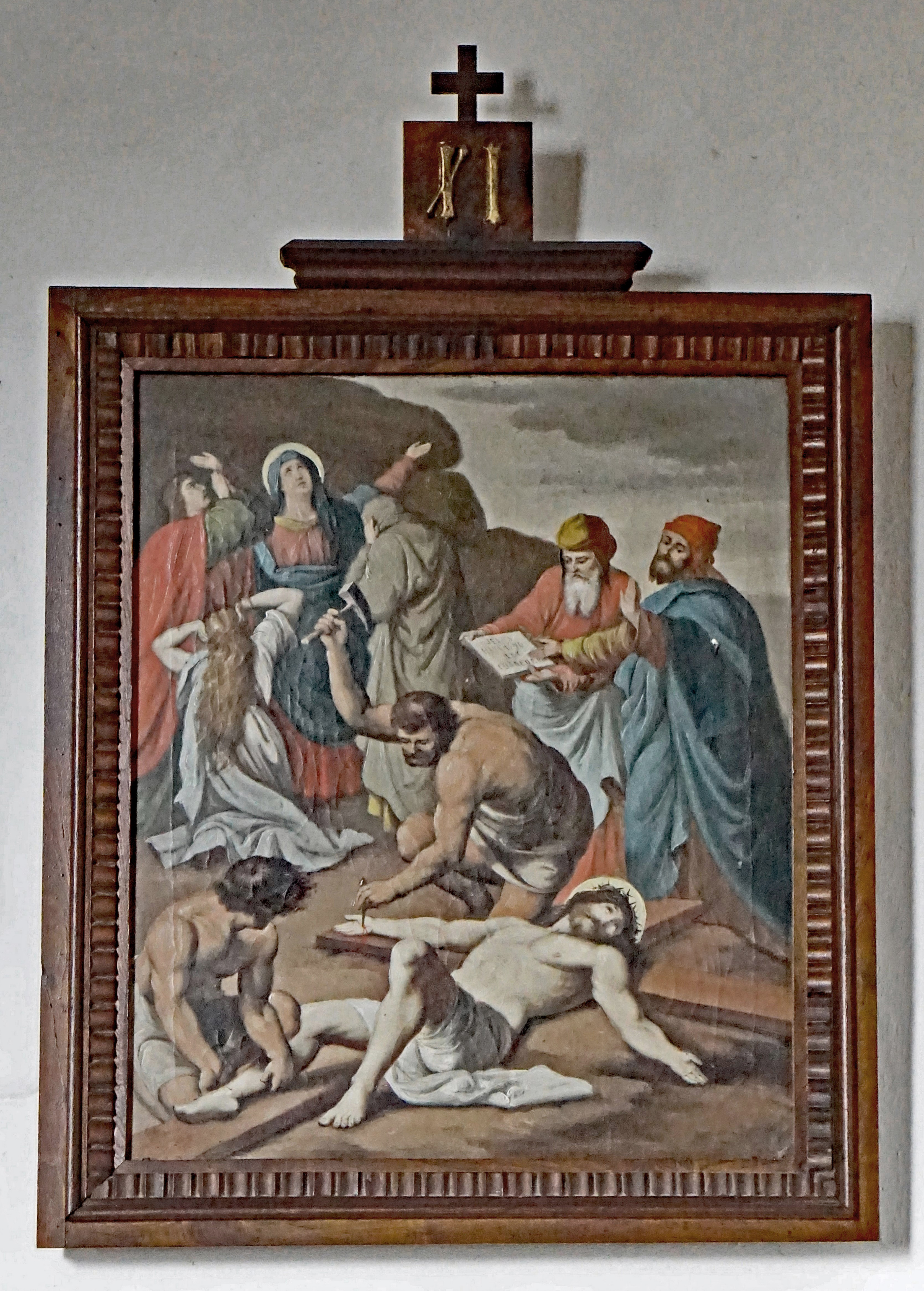
Kreuzweg-Gemälde
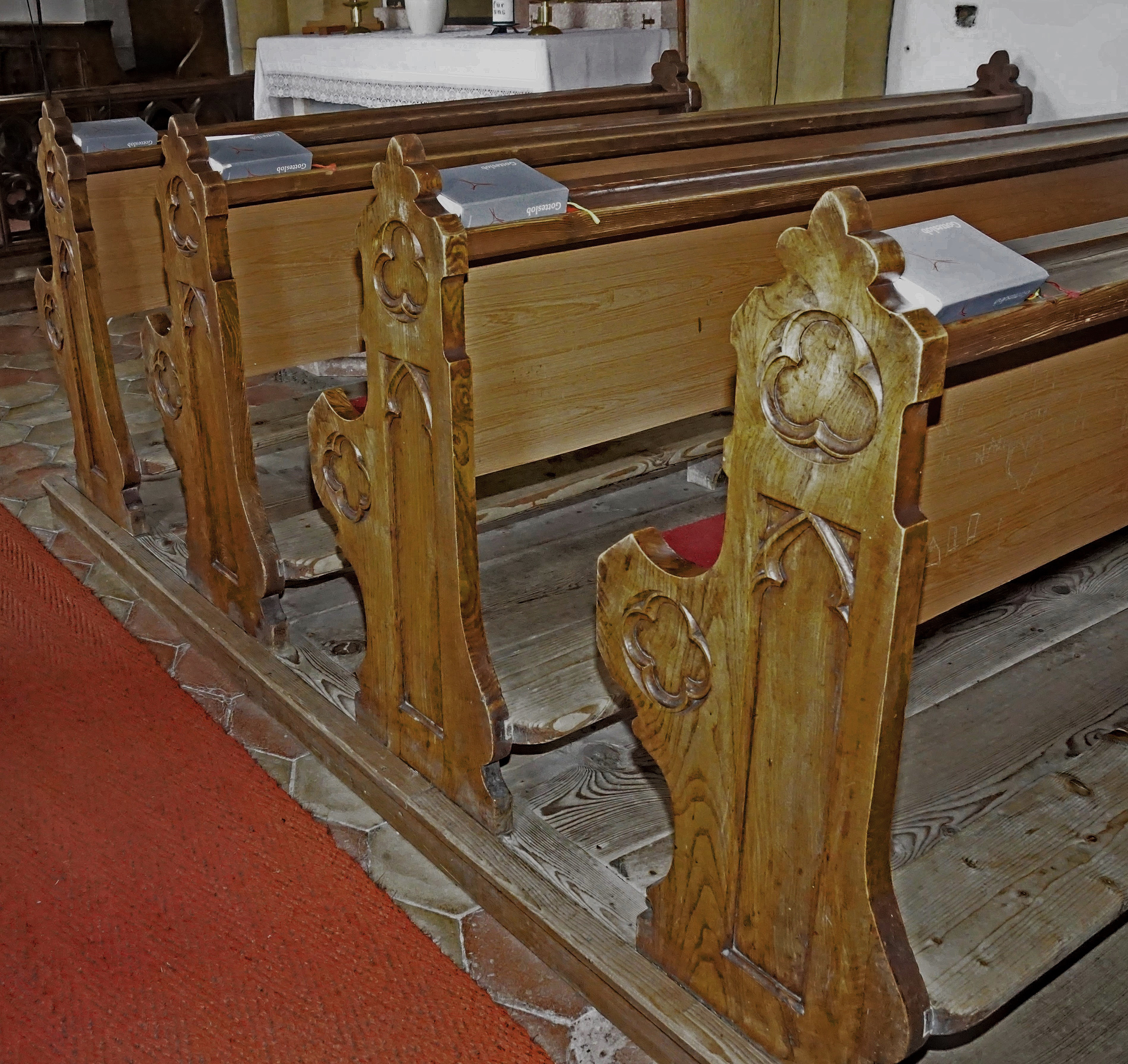
Betbänke